# Armando Rubio Huidobro
Armando Rubio Huidobro (n. 1955 - f. Santiago de Chile; 6 de diciembre de 1980) fue un poeta chileno hijo del también poeta Alberto Rubio Riesco y padre del poeta Rafael Rubio Barrientos.

## Biografía
Proveniente de una familia acomodada, siempre tuvo un carácter retraído y melancólico. Su padre, Alberto Rubio Riesco, fue también poeta, además de abogado y juez. Fue destinado como juez en Isla de Pascua. Allí Armando comenzó a escribir a temprana edad. A los 20 años fue padre de Rafael Rubio Barrientos, también poeta. Su poesía se caracteriza por su carácter urbano y trágico, de una observación profunda de la vida en la ciudad, con un sentido bastante trágico. Su única publicación, póstuma, es Ciudadano, aunque publicó en las revistas La Bicicleta, Atenea, Andrés Bello y en las antologías Ganymedes/6 y Poesía para el camino.
Armando Rubio realizó sus estudios de enseñanza media en el Liceo José Victorino Lastarria y universitarios en la Universidad de Chile. Entre 1974 y 1975 estudió Licenciatura en Ciencias Sociales, y entre 1976 y 1980, periodismo.
El día 7 de diciembre de 1980 el diario El Mercurio señaló la trágica forma en la que había muerto el poeta el día anterior, quien cayó de un sexto piso del edificio ubicado en calle Coronel Bueras n.º 146 en Santiago. La familia afirma que murió en un accidente, pero se cree que se suicidó. Tenía 25 años. Fue amigo del poeta Rodrigo Lira, quien le dedicara un poema.

## Obras
- El Partido de basketball y La cabeza , El Mercurio, junio de 1978, Suplemento Andrés Bello.
- Ciudadano, Ediciones Minga, Santiago, 1983. 112 p
- Poesía completa, Universidad de Valparaíso Editorial, Valparaíso, 2015. 270 páginas. Editado por Rafael Rubio. ISBN 978-956-214-131-4

### Antologías
- Unión de Escritores Jóvenes. Poesía para el camino: antología. 1.ª ed. Santiago: Nueva Universidad, 1977. 107 pp.
- Ganymedes/ 6. Poemas de Gonzalo Rojas, Alberto Rubio, Enrique Lihn, Cecilia Casanova, Pedro Lastra, David Turkeltaub, Óscar Hahn, Manuel Silva Acevedo, Claudio Bertoni, Gonzalo Millán, Rodrigo Lira, Raúl Zurita, Paulo de Jolly, Leonora Vicuña, Armando Rubio y Mauricio Electorat; ilustrados por Nemesio Antúnez. Santiago: Eds. Ganymedes, impresión de 1980. 62 p.